# Cynorkis trilinguis
Cynorkis trilinguis là một loài thực vật có hoa trong họ Lan. Loài này được (Frapp. ex Cordem.) Schltr. mô tả khoa học đầu tiên năm 1915.